# حسن روشن
حسن روشن ، من مواليد 24 أكتوبر 1955م، وهو لاعب إيراني لكرة القدم سابقاً والمدير الفني لفريق الاستقلال الإيراني، نجح مع منتخب بلاده في تتويج كأس الأمم الآسيوية عام 1976م.

## حياته
ولد حسن روشن ونشأ في تاجريش (شيميران) ، وكان في بداية حياته الرياضية في عمره الثالثة عشرة لحق مع نادي التاج الإيراني (استقلال حالياً) ، واستمر لاعباً حتى لحق مع المنتخب الإيراني لكرة القدم، فحصل على ذهبية دورة الألعاب الآسيوية التي استضافتها طهران عام 1974م، وحقق بعد عامين كأس الأمم الآسيوية للمرة الثالثة، وشارك في كأس العالم بالأرجنتين عام 1978م.

## مهنة التدريب
تم تعيينه في منصب المدير الفني لمنتخب إيران الوطني لكرة القدم تحت 20 عام 2005 ، لكنه استقال لاحقًا. 

### مدرسة كرة القدم
عندما عاد إلى إيران في التسعينيات ، شكل مدرسة كرة قدم عالية الجودة للأطفال والتي حققت نجاحًا كبيرًا. كانت مدرسة حسن روشان لكرة القدم أول مدرسة أكاديمية لكرة القدم في الشرق الأوسط.

### العودة إلى الاستقلال
أصبح حسن روشان رئيسًا لأكاديمية الاستقلال لكرة القدم في 6 أغسطس 2007. ومن المفهوم أنه قدم نظامًا جديدًا لتطوير كرة القدم يعتمد على أكاديمية أستون فيلا ، لكن رئيس المنظمة الرياضية الإيرانية السيد علي عبادي وفتح الله زاده رفض تقديم الميزانية المطلوبة (150 ألفًا) دولار أمريكي في السنة). كشفت الصحافة الإيرانية أن حسن روشان حاول محاربة العلاقات الداخلية القوية للنادي لكنه استقال لاحقًا في عام 2008. تولى علي رضا منصوريان إدارة الأكاديمية. في 15 يوليو 2011 ، تم تعيينه رئيسًا للجنة الفنية للاستقلال من قبل علي فتح الله زاده خلفًا لناصر حجازي .

## قضايا قانونية
تمت مقاضاة روشان بتهمة التشهير وأدين ، مع عقوبة بالغرامة والجلد.

## وصلات خارجية
- حسن روشن على موقع الاتحاد الدولي (مؤرشف)  (الإنجليزية)
- حسن روشن على موقع ناشيونال فوتبول تيمز (الإنجليزية)
- حسن روشن على موقع عالم كرة القدم.نت (الإنجليزية)
- حسن روشن على موقع أوليمبيديا (الإنجليزية)

1. ↑  "Hassan Roshan". Fifa. مؤرشف من الأصل في 2016-03-13.
2. ↑  Ř§Řžř¨Ř§Řą Ů ŮˆŘşř¨Ř§Ů„ » ŘŘłů† ŘąůˆŘ´Ů†: Ů…Řżűœřąřšř§Ů…Ů„ ŮžřąřłůžůˆŮ„Űœřł Ř¨Ř§Ř´Úżř§Ů‡ Ů…Űœâ€Œřłř§Ř˛Řż Ůˆ Ů…Řżűœřą Řšř§Ů…Ů„ Ř§Řłřşů‚Ů„Ř§Ů„ Řżů†Ř¨Ř§Ů„ Ů„Ů‚Ř¨ Ř§Řłřş نسخة محفوظة 05 مارس 2016 على موقع واي باك مشين.
3. ↑  FIFA.com. "FIFA Tournaments - FIFA.com". www.fifa.com (بالإنجليزية البريطانية). Archived from the original on 2020-08-23. Retrieved 2020-08-28.
4. ↑  "Hassan Roshan Bio, Stats, and Results | Olympics at Sports-Reference.com". web.archive.org. 18 أبريل 2020. مؤرشف من الأصل في 2020-04-18. اطلع عليه بتاريخ 2020-08-28.
5. ↑  "حسن روشن". takhtejamshidcup.com. مؤرشف من الأصل في 2020-06-12. اطلع عليه بتاريخ 2020-08-28.
6. ↑  Vahdat, Ahmed (29 Aug 2019). "Iranian football legend asks to receive 74 lashes for 'spreading unrest' in national stadium". The Telegraph (بالإنجليزية البريطانية). ISSN:0307-1235. Archived from the original on 2019-12-12. Retrieved 2020-08-28.